# Psylliodes cuprea
Psylliodes cuprea är en skalbaggsart som först beskrevs av Koch 1803.  Psylliodes cuprea ingår i släktet Psylliodes, och familjen bladbaggar. Artens livsmiljö är jordbrukslandskap, stadsmiljö.